# Bouloc, Haute-Garonne
Bouloc är en kommun i departementet Haute-Garonne i regionen Occitanien i södra Frankrike. Kommunen ligger i kantonen Fronton som tillhör arrondissementet Toulouse. År 2022 hade Bouloc 4 655 invånare.

## Befolkningsutveckling
Antalet invånare i kommunen Bouloc
Referens:INSEE